# Dendrophthoe haenkeana
Dendrophthoe haenkeana là một loài thực vật có hoa trong họ Loranthaceae. Loài này được (C.Presl ex C.Schweinf.) Mart. mô tả khoa học đầu tiên năm 1830.